# Lake Whakamarino

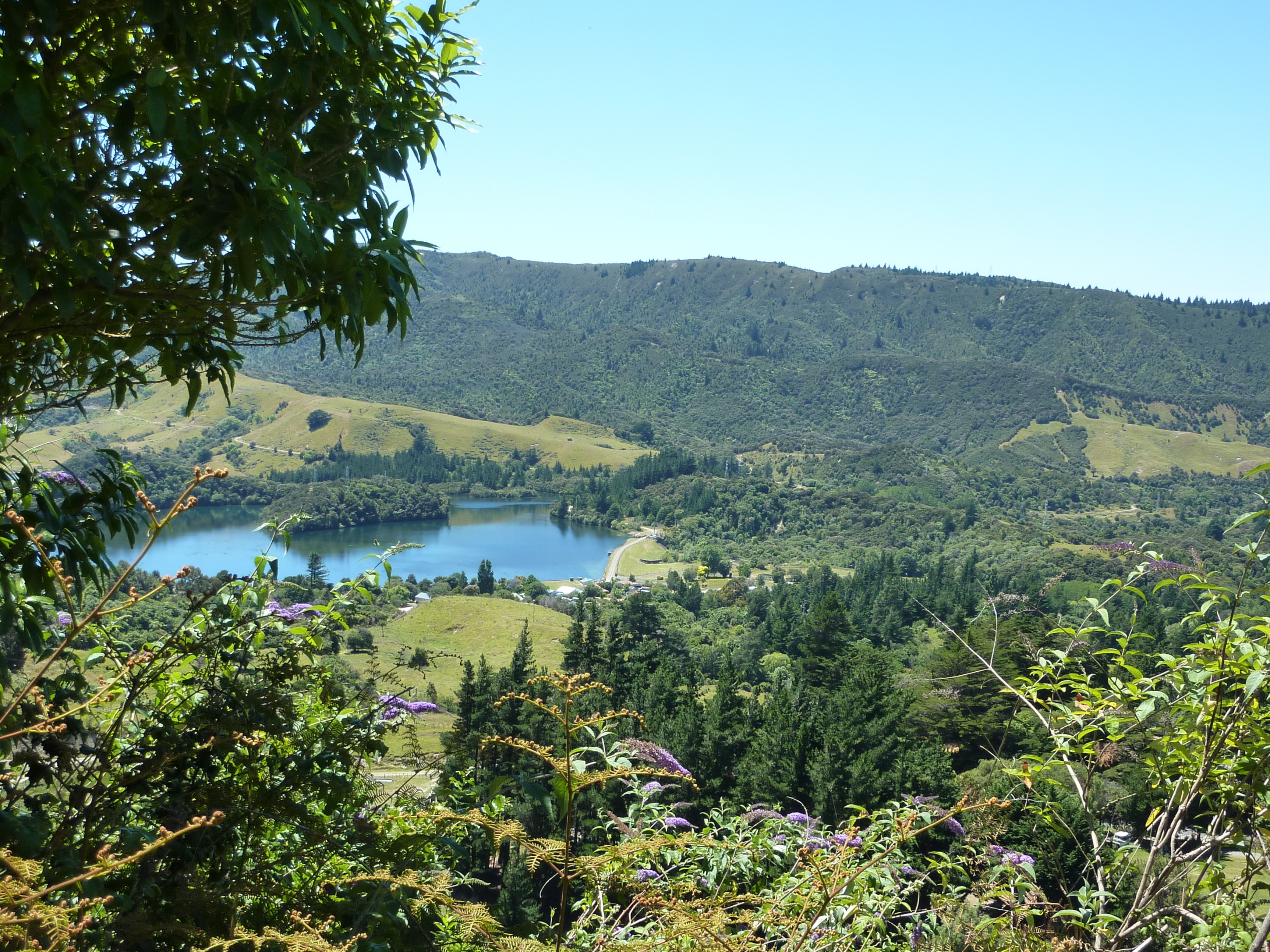
Lake Whakamarino (2010)

Der Lake Whakamarino  ist ein Stausee zur Stromerzeugung im Wairoa District der Region Hawke’s Bay auf der Nordinsel von Neuseeland.

## Geographie
Der Lake Whakamarino befindet rund 2,6 km südöstlich des südlichen Ende des Lake Waikaremoana. Er ist Teil des Waikaremoana Power Scheme, das über drei in einem Abstand hintereinander liegende Wasserkraftwerke, Tuai, Piripaua und Kaitawa, Strom für die Region erzeugt. Der heutige See umfasst eine Fläche von rund 29,2 Hektar und erstreckt sich über eine Länge von rund 1,06 km in Nordnordwest-Südsüdost-Richtung. An der breitesten Stelle misst der See rund 555 m. Der Seeumfang bemisst sich auf rund 4,1 km.
Gespeist wird der Lake Whakamarino hauptsächlich vom nördlichen Zulauf von der Tuai Power Station und vom Kahutangaroa Stream. Entwässert wird der See einerseits durch einen Ablauf am südlichen Ende über den Kahutangaroa Stream und anderseits über ein Rohrleitungssystem am südöstlichen Ende des Sees in Richtung des Wasserkraftwerks Piripaua, das 2,7 km südsüdöstlich des Sees liegt.

## Absperrbauwerk
In den Jahren von 1939 bis 1943 wurde ein großer Erddamm aufgeschüttet, um den kleinen ursprünglichen natürlichen See auf eine Fläche von knapp 30 Hektar aufzustauen. Der See litt unter den Schlammablagerungen des Kahutangaroa Stream, sodass in den Jahren 1987 bis 1988 in etwa 80.000 m³ Sedimente aus dem See gebaggert und in einem kleinen Tal im Norden abgelagert werden musste.

## Wasserkraftwerk Piripaua
In den Jahren von 1938 bis 1943 wurde das Piripaua-Wasserkraftwerk mit seiner Zuleitung vom Lake Whakamarino errichtet. Der 2,9 km lange Tunnel, der aus Beton gefertigt wurde, umfasst einen Durchmesser von 4,9 m.